# UEFA Champions League 2019-2020 (fase a eliminazione diretta)
La fase a eliminazione diretta della UEFA Champions League 2019-2020 si è disputata tra il 18 febbraio 2020 e il 23 agosto 2020. Hanno partecipato a questa fase della competizione 16 club: le due semifinaliste vincenti si sono sfidate nella finale di Lisbona (Portogallo). Il 13 marzo 2020 sono state rinviate le partite previste per il 17-18 marzo seguente per la pandemia di COVID-19.

## Date
Tutti i sorteggi vengono effettuati nel quartier generale dell'UEFA a Nyon (Svizzera).
| Turno            | Sorteggio                       | Andata                                      | Ritorno                                     |
| ---------------- | ------------------------------- | ------------------------------------------- | ------------------------------------------- |
| Ottavi di finale | 16 dicembre 2019, ore 12:00 CET | 18-19 e 25-26 febbraio 2020                 | 10-11 marzo e 7-8 agosto 2020               |
| Quarti di finale | 10 luglio 2020, ore 12:00 CEST  | 12-13-14-15 agosto 2020                     | 12-13-14-15 agosto 2020                     |
| Semifinali       | 10 luglio 2020, ore 12:00 CEST  | 18-19 agosto 2020                           | 18-19 agosto 2020                           |
| Finale           | 10 luglio 2020, ore 12:00 CEST  | 23 agosto 2020 allo Stadio da Luz (Lisbona) | 23 agosto 2020 allo Stadio da Luz (Lisbona) |

## Formato
Partecipano alla fase a eliminazione diretta i 16 club che si sono classificati al primo o al secondo posto nei rispettivi gruppi della fase a gironi della UEFA Champions League.
Ogni turno della fase a eliminazione diretta, eccetto la finale, viene disputato in gara doppia (andata e ritorno), in modo che ogni squadra possa giocare una gara in casa. Si qualifica al turno successivo la squadra che nel computo totale realizza più gol. Se il risultato complessivo è di parità, viene applicata la regola dei gol in trasferta, grazie alla quale si qualifica la squadra che ha realizzato più reti fuori casa. Se permane la parità anche in questo caso, si disputano due tempi supplementari della durata totale di 30 minuti. La regola dei gol in trasferta viene nuovamente applicata dopo i tempi supplementari (vale a dire che, se il punteggio cambia durante i tempi supplementari e il risultato complessivo tra andata e ritorno è ancora di parità, si qualifica al turno successivo la squadra ospite in virtù del maggior numero di gol realizzati in trasferta). Se non viene realizzata alcuna rete nei tempi supplementari, il passaggio del turno viene deciso dai tiri di rigore. Nella finale, giocata in gara secca, se al termine dei tempi regolamentari il punteggio è di parità, si procede con la disputa dei tempi supplementari seguiti, eventualmente, dai tiri di rigore.
Il meccanismo dei sorteggi per ogni turno è il seguente:
- nel sorteggio per gli ottavi di finale, sono "teste di serie" le 8 squadre vincitrici dei gironi di UEFA Champions League, mentre non sono "teste di serie" le 8 seconde di ciascun gruppo. Ogni club della prima fascia ("teste di serie") viene sorteggiato con uno della seconda fascia ("non teste di serie") e ha il diritto di giocare in casa la gara di ritorno. Agli ottavi di finale non possono incontrarsi squadre provenienti dalla stessa federazione o dallo stesso girone di UEFA Champions League;
- a partire dal sorteggio per i quarti di finale in poi, non vi è più alcuna restrizione e possono incontrarsi tra loro anche club della stessa federazione.

## Squadre
| Legenda                                         |
| ----------------------------------------------- |
| Finalisti della UEFA Champions League 2019-2020 |
| Semifinalisti                                   |
| Eliminati ai quarti di finale                   |
| Eliminati agli ottavi di finale                 |

| Squadre             | Coeff   |
| ------------------- | ------- |
| Real Madrid         | 146.000 |
| Barcellona          | 138.000 |
| Bayern Monaco       | 128.000 |
| Atlético Madrid     | 127.000 |
| Juventus            | 124.000 |
| Manchester City     | 106.000 |
| Paris Saint-Germain | 103.000 |
| Liverpool           | 91.000  |

| Squadre           | Coeff  |
| ----------------- | ------ |
| Chelsea           | 87.000 |
| Borussia Dortmund | 85.000 |
| Napoli            | 80.000 |
| Tottenham         | 78.000 |
| Olympique Lione   | 61.500 |
| Valencia          | 37.000 |
| RB Lipsia         | 22.000 |
| Atalanta          | 14.945 |

## Tabellone
|  | Ottavi di finale      | Ottavi di finale    | Ottavi di finale    | Ottavi di finale    |                     |                     | Quarti di finale    | Quarti di finale | Quarti di finale | Quarti di finale |  |  | Semifinali | Semifinali | Semifinali | Semifinali |  |  | Finale | Finale | Finale | Finale |
|  |                       |                     |                     |                     |                     |                     |                     |                  |                  |                  |  |  |            |            |            |            |  |  |        |        |        |        |
|  |                       |                     |                     |                     |                     |                     |                     |                  |                  |                  |  |  |            |            |            |            |  |  |        |        |        |        |
|  |                       |                     |                     |                     |                     |                     |                     |                  |                  |                  |  |  |            |            |            |            |  |  |        |        |        |        |
|  | Tottenham             | 0                   | 0                   | 0                   |                     |                     |                     |                  |                  |                  |  |  |            |            |            |            |  |  |        |        |        |        |
|  | Tottenham             | 0                   | 0                   | 0                   |                     |                     |                     |                  |                  |                  |  |  |            |            |            |            |  |  |        |        |        |        |
|  | RB Lipsia             | 1                   | 3                   | 4                   |                     |                     |                     |                  |                  |                  |  |  |            |            |            |            |  |  |        |        |        |        |
|  | RB Lipsia             | 1                   | 3                   | 4                   | RB Lipsia           | RB Lipsia           | RB Lipsia           | 2                |                  |                  |  |  |            |            |            |            |  |  |        |        |        |        |
|  |                       |                     |                     |                     | RB Lipsia           | RB Lipsia           | RB Lipsia           | 2                |                  |                  |  |  |            |            |            |            |  |  |        |        |        |        |
|  |                       | Atlético Madrid     | Atlético Madrid     | Atlético Madrid     | 1                   |                     |                     |                  |                  |                  |  |  |            |            |            |            |  |  |        |        |        |        |
|  | Atlético Madrid (dts) | Atlético Madrid     | Atlético Madrid     | Atlético Madrid     | 1                   | 1                   | 3                   | 4                |                  |                  |  |  |            |            |            |            |  |  |        |        |        |        |
|  | Atlético Madrid (dts) |                     |                     |                     |                     | 1                   | 3                   | 4                |                  |                  |  |  |            |            |            |            |  |  |        |        |        |        |
|  | Liverpool             | 0                   | 2                   | 2                   |                     |                     |                     |                  |                  |                  |  |  |            |            |            |            |  |  |        |        |        |        |
|  | Liverpool             | 0                   | 2                   | 2                   | RB Lipsia           | RB Lipsia           | RB Lipsia           | 0                |                  |                  |  |  |            |            |            |            |  |  |        |        |        |        |
|  |                       |                     |                     |                     | RB Lipsia           | RB Lipsia           | RB Lipsia           | 0                |                  |                  |  |  |            |            |            |            |  |  |        |        |        |        |
|  |                       | Paris Saint-Germain | Paris Saint-Germain | Paris Saint-Germain | 3                   |                     |                     |                  |                  |                  |  |  |            |            |            |            |  |  |        |        |        |        |
|  | Atalanta              | Paris Saint-Germain | Paris Saint-Germain | Paris Saint-Germain | 3                   | 4                   | 4                   | 8                |                  |                  |  |  |            |            |            |            |  |  |        |        |        |        |
|  | Atalanta              |                     |                     |                     |                     | 4                   | 4                   | 8                |                  |                  |  |  |            |            |            |            |  |  |        |        |        |        |
|  | Valencia              | 1                   | 3                   | 4                   |                     |                     |                     |                  |                  |                  |  |  |            |            |            |            |  |  |        |        |        |        |
|  | Valencia              | 1                   | 3                   | 4                   | Atalanta            | Atalanta            | Atalanta            | 1                |                  |                  |  |  |            |            |            |            |  |  |        |        |        |        |
|  |                       |                     |                     |                     | Atalanta            | Atalanta            | Atalanta            | 1                |                  |                  |  |  |            |            |            |            |  |  |        |        |        |        |
|  |                       | Paris Saint-Germain | Paris Saint-Germain | Paris Saint-Germain | 2                   |                     |                     |                  |                  |                  |  |  |            |            |            |            |  |  |        |        |        |        |
|  | Borussia Dortmund     | Paris Saint-Germain | Paris Saint-Germain | Paris Saint-Germain | 2                   | 2                   | 0                   | 2                |                  |                  |  |  |            |            |            |            |  |  |        |        |        |        |
|  | Borussia Dortmund     |                     |                     |                     |                     | 2                   | 0                   | 2                |                  |                  |  |  |            |            |            |            |  |  |        |        |        |        |
|  | Paris Saint-Germain   | 1                   | 2                   | 3                   |                     |                     |                     |                  |                  |                  |  |  |            |            |            |            |  |  |        |        |        |        |
|  | Paris Saint-Germain   | 1                   | 2                   | 3                   | Paris Saint-Germain | Paris Saint-Germain | Paris Saint-Germain | 0                |                  |                  |  |  |            |            |            |            |  |  |        |        |        |        |
|  |                       |                     |                     |                     | Paris Saint-Germain | Paris Saint-Germain | Paris Saint-Germain | 0                |                  |                  |  |  |            |            |            |            |  |  |        |        |        |        |
|  |                       | Bayern Monaco       | Bayern Monaco       | Bayern Monaco       | 1                   |                     |                     |                  |                  |                  |  |  |            |            |            |            |  |  |        |        |        |        |
|  | Real Madrid           | Bayern Monaco       | Bayern Monaco       | Bayern Monaco       | 1                   | 1                   | 1                   | 2                |                  |                  |  |  |            |            |            |            |  |  |        |        |        |        |
|  | Real Madrid           |                     |                     |                     |                     | 1                   | 1                   | 2                |                  |                  |  |  |            |            |            |            |  |  |        |        |        |        |
|  | Manchester City       | 2                   | 2                   | 4                   |                     |                     |                     |                  |                  |                  |  |  |            |            |            |            |  |  |        |        |        |        |
|  | Manchester City       | 2                   | 2                   | 4                   | Manchester City     | Manchester City     | Manchester City     | 1                |                  |                  |  |  |            |            |            |            |  |  |        |        |        |        |
|  |                       |                     |                     |                     | Manchester City     | Manchester City     | Manchester City     | 1                |                  |                  |  |  |            |            |            |            |  |  |        |        |        |        |
|  |                       | Olympique Lione     | Olympique Lione     | Olympique Lione     | 3                   |                     |                     |                  |                  |                  |  |  |            |            |            |            |  |  |        |        |        |        |
|  | Olympique Lione (gfc) | Olympique Lione     | Olympique Lione     | Olympique Lione     | 3                   | 1                   | 1                   | 2                |                  |                  |  |  |            |            |            |            |  |  |        |        |        |        |
|  | Olympique Lione (gfc) |                     |                     |                     |                     | 1                   | 1                   | 2                |                  |                  |  |  |            |            |            |            |  |  |        |        |        |        |
|  | Juventus              | 0                   | 2                   | 2                   |                     |                     |                     |                  |                  |                  |  |  |            |            |            |            |  |  |        |        |        |        |
|  | Juventus              | 0                   | 2                   | 2                   | Olympique Lione     | Olympique Lione     | Olympique Lione     | 0                |                  |                  |  |  |            |            |            |            |  |  |        |        |        |        |
|  |                       |                     |                     |                     | Olympique Lione     | Olympique Lione     | Olympique Lione     | 0                |                  |                  |  |  |            |            |            |            |  |  |        |        |        |        |
|  |                       | Bayern Monaco       | Bayern Monaco       | Bayern Monaco       | 3                   |                     |                     |                  |                  |                  |  |  |            |            |            |            |  |  |        |        |        |        |
|  | Napoli                | Bayern Monaco       | Bayern Monaco       | Bayern Monaco       | 3                   | 1                   | 1                   | 2                |                  |                  |  |  |            |            |            |            |  |  |        |        |        |        |
|  | Napoli                |                     |                     |                     |                     | 1                   | 1                   | 2                |                  |                  |  |  |            |            |            |            |  |  |        |        |        |        |
|  | Barcellona            | 1                   | 3                   | 4                   |                     |                     |                     |                  |                  |                  |  |  |            |            |            |            |  |  |        |        |        |        |
|  | Barcellona            | 1                   | 3                   | 4                   | Barcellona          | Barcellona          | Barcellona          | 2                |                  |                  |  |  |            |            |            |            |  |  |        |        |        |        |
|  |                       |                     |                     |                     | Barcellona          | Barcellona          | Barcellona          | 2                |                  |                  |  |  |            |            |            |            |  |  |        |        |        |        |
|  |                       | Bayern Monaco       | Bayern Monaco       | Bayern Monaco       | 8                   |                     |                     |                  |                  |                  |  |  |            |            |            |            |  |  |        |        |        |        |
|  | Chelsea               | Bayern Monaco       | Bayern Monaco       | Bayern Monaco       | 8                   | 0                   | 1                   | 1                |                  |                  |  |  |            |            |            |            |  |  |        |        |        |        |
|  | Chelsea               |                     |                     |                     |                     | 0                   | 1                   | 1                |                  |                  |  |  |            |            |            |            |  |  |        |        |        |        |
|  | Bayern Monaco         | 3                   | 4                   | 7                   |                     |                     |                     |                  |                  |                  |  |  |            |            |            |            |  |  |        |        |        |        |
|  | Bayern Monaco         | 3                   | 4                   | 7                   |                     |                     |                     |                  |                  |                  |  |  |            |            |            |            |  |  |        |        |        |        |

## Partite

### Ottavi di finale

#### Sorteggio
| Urna   | Urna                | Urna               |
| Gruppo | Teste di serie      | Non teste di serie |
| ------ | ------------------- | ------------------ |
| A      | Paris Saint-Germain | Real Madrid        |
| B      | Bayern Monaco       | Tottenham          |
| C      | Manchester City     | Atalanta           |
| D      | Juventus            | Atlético Madrid    |
| E      | Liverpool           | Napoli             |
| F      | Barcellona          | Borussia Dortmund  |
| G      | RB Lipsia           | Olympique Lione    |
| H      | Valencia            | Chelsea            |

#### Risultati
| Squadra 1         | Totale      | Squadra 2           | Andata | Ritorno     |
| ----------------- | ----------- | ------------------- | ------ | ----------- |
| Borussia Dortmund | 2 - 3       | Paris Saint-Germain | 2 - 1  | 0 - 2       |
| Real Madrid       | 2 - 4       | Manchester City     | 1 - 2  | 1 - 2       |
| Atalanta          | 8 - 4       | Valencia            | 4 - 1  | 4 - 3       |
| Atlético Madrid   | 4 - 2       | Liverpool           | 1 - 0  | 3 - 2 (dts) |
| Chelsea           | 1 - 7       | Bayern Monaco       | 0 - 3  | 1 - 4       |
| Olympique Lione   | 2 - 2 (gfc) | Juventus            | 1 - 0  | 1 - 2       |
| Tottenham         | 0 - 4       | RB Lipsia           | 0 - 1  | 0 - 3       |
| Napoli            | 2 - 4       | Barcellona          | 1 - 1  | 1 - 3       |

##### Andata
| Arbitro: | Szymon Marciniak |

|         |           |  |
| Saúl 4’ | Marcatori |  |

| Arbitro: | Antonio Mateu Lahoz |

|                 |           |            |
| Håland 69’, 77’ | Marcatori | 75’ Neymar |

| Arbitro: | Michael Oliver |

|                                          |           |             |
| Hateboer 16’, 62’ Iličić 42’ Freuler 57’ | Marcatori | 66’ Čeryšev |

| Arbitro: | Cüneyt Çakır |

|  |           |                   |
|  | Marcatori | 58’ (rig.) Werner |

| Arbitro: | Clément Turpin |

|  |           |                                 |
|  | Marcatori | 51’, 54’ Gnabry 76’ Lewandowski |

| Arbitro: | Felix Brych |

|             |           |               |
| Mertens 30’ | Marcatori | 57’ Griezmann |

| Arbitro: | Jesús Gil Manzano |

|             |           |  |
| Tousart 31’ | Marcatori |  |

| Arbitro: | Daniele Orsato |

|          |           |                                        |
| Isco 60’ | Marcatori | 78’ Gabriel Jesus 83’ (rig.) De Bruyne |

##### Ritorno
| Arbitro: | Ovidiu Hațegan |

|                                    |           |                                        |
| Gameiro 21’, 51’ Ferrán Torres 67’ | Marcatori | 3’ (rig.), 43’ (rig.), 71’, 82’ Iličić |

| Arbitro: | Carlos del Cerro Grande |

|                                |           |  |
| Sabitzer 10’, 21’ Forsberg 87’ | Marcatori |  |

| Arbitro: | Danny Makkelie |

|                           |           |                                    |
| Wijnaldum 43’ Firmino 94’ | Marcatori | 97’, 105+1’ Llorente 120+1’ Morata |

| Arbitro: | Anthony Taylor |

|                         |           |  |
| Neymar 28’ Bernat 45+1’ | Marcatori |  |

| Arbitro: | Felix Zwayer |

|                         |           |                  |
| Ronaldo 43’ (rig.), 60’ | Marcatori | 12’ (rig.) Depay |

| Arbitro: | Felix Brych |

|                       |           |             |
| Sterling 9’ Jesus 68’ | Marcatori | 28’ Benzema |

| Arbitro: | Ovidiu Hațegan |

|                                                     |           |             |
| Lewandowski 10’ (rig.), 84’ Perišić 24’ Tolisso 76’ | Marcatori | 44’ Abraham |

| Arbitro: | Cüneyt Çakır |

|                                           |           |                      |
| Lenglet 10’ Messi 23’ Suárez 45+1’ (rig.) | Marcatori | 45+5’ (rig.) Insigne |

### Quarti di finale
In seguito all'emergenza dovuta alla pandemia di COVID-19, a causa dell'interruzione di tutte le attività sportive in Europa nella primavera del 2020, l'UEFA il 17 giugno ha deciso di modificare in corso la formula istituendo una Final Eight con ogni turno in gara secca dal 12 al 23 agosto 2020 a Lisbona, in Portogallo. Atalanta, RB Lipsia, Atlético Madrid e Paris Saint-Germain si erano già qualificate prima dell'interruzione, mentre le restanti quattro partecipanti sono passate dal recupero delle gare di ritorno degli ottavi di finale il 7 e l'8 agosto.

#### Stadi
| Lisbona | Lisbona          | Lisbona              |
| ------- | ---------------- | -------------------- |
| Lisbona | Stadio da Luz    | Stadio José Alvalade |
| Lisbona | Capacità: 64 642 | Capacità: 50 095     |
| Lisbona |                  |                      |

#### Risultati
| Squadra 1       | Risultato | Squadra 2           |
| --------------- | --------- | ------------------- |
| Manchester City | 1 - 3     | Olympique Lione     |
| RB Lipsia       | 2 - 1     | Atlético Madrid     |
| Barcellona      | 2 - 8     | Bayern Monaco       |
| Atalanta        | 1 - 2     | Paris Saint-Germain |

##### Gara unica
| Arbitro: | Anthony Taylor |

|             |           |                                    |
| Pašalić 27’ | Marcatori | 90’ Marquinhos 90+3’ Choupo-Moting |

| Arbitro: | Szymon Marciniak |

|                    |           |                       |
| Olmo 51’ Adams 88’ | Marcatori | 71’ (rig.) João Félix |

| Arbitro: | Damir Skomina |

|                            |           |                                                                                     |
| Alaba 7’ (aut.) Suárez 57’ | Marcatori | 4’, 31’ Müller 22’ Perišić 27’ Gnabry 63’ Kimmich 82’ Lewandowski 85’, 89’ Coutinho |

| Arbitro: | Danny Makkelie |

|               |           |                             |
| De Bruyne 69’ | Marcatori | 24’ Cornet 79’, 87’ Dembélé |

### Semifinali

#### Risultati
| Squadra 1       | Risultato | Squadra 2           |
| --------------- | --------- | ------------------- |
| Olympique Lione | 0 - 3     | Bayern Monaco       |
| RB Lipsia       | 0 - 3     | Paris Saint-Germain |

##### Gara unica
| Arbitro: | Björn Kuipers |

|  |           |                                        |
|  | Marcatori | 13’ Marquinhos 42’ Di María 56’ Bernat |

| Arbitro: | Antonio Mateu Lahoz |

|  |           |                                 |
|  | Marcatori | 18’, 33’ Gnabry 88’ Lewandowski |

### Finale
| Arbitro: | Daniele Orsato |

|  |           |           |
|  | Marcatori | 59’ Coman |